# Sé titular de Mopsuéstia
A Arquidiocese de Mopsuéstia (em latim: Archidioecesis Mopsuestena ou Mamistrensis) é um arcebispado histórico do Patriarcado de Antioquia com sua sede (catedral) em Mopsuéstia (a Mamistra da Idade Média e Misis do Império Otomano), perto da atual vila de Yakapınar, na Turquia. Ela continua sendo uma sé titular da Igreja Católica Romana.
A diocese de Mopsuéstia correspondia originalmente à província romana da Cilícia Secunda, parte da Diocese do Oriente. Era originalmente sufragânea da arquidiocese de Anazarbo. No século VI, foi elevada à categoria metropolitana (arquiepiscopal), mas sem sufragâneas próprias, conforme registrado no Notitiae Episcopatuum do século X. Seu bispo mais famoso durante o período inicial foi Teodoro II (392–428), fundador da escola teológica de Antioquia, cujas obras foram condenadas no Segundo Concílio de Constantinopla em 553.
Com as primeiras conquistas muçulmanas no século VII, a arquidiocese cai na obscuridade. Foi refundada em dezembro de 1099 durante a Primeira Cruzada. Uma série de bispos latinos foram nomeados até o século XIV, quando a ascensão do Império Otomano tornou impossível para os bispos manterem sua residência na cidade. Apesar da continuidade da colônia genovesa ali, o arcebispado desapareceu. O titular mais famoso durante o período latino foi Rodolfo de Domfront, que em 1135 foi transferido para o Patriarcado de Antioquia. Uma série de bispos tardios — Tiago, Pedro e Tomás — eram dominicanos. O último arcebispo latino, Volcardo, era agostiniano. Ele nunca chegou à sua sé por conta da ameaça mameluca.
Entre os séculos IX e XII, houve também uma diocese da Igreja do Oriente com sede em Mopsuéstia. Era sufragânea da arquidiocese de Damasco. Foi registrada pela primeira vez na crônica de Elias de Damasco em 893. Provavelmente deixou de existir no século XII, se não antes.
Mamistra foi revivida como uma sé titular para Manoel da Silva Gomes em 11 de abril de 1911. Esses titulares eram bispos auxiliares em outras dioceses. De 1923 a 1926, o arcebispo titular foi Gustave-Charles-Marie Mutel, vigário apostólico emérito para a Coreia. A sé titular está vaga desde a morte do último titular, Joseph Gotthardt, vigário apostólico para o Sudoeste da África, em 3 de agosto de 1963.

## Episcopado

### Rito grego antioqueno
- Teodoro I (fl. 269);
- Macedônio (fl. 325–51);
- Auxêncio I (fl. 359–60);
- Protógenes;
- Zózimo I;
- Olímpio (fl. 381);
- Cirilo;
- Teodoro II (de c. 392, morreu em 428);
- Melécio (fl. 431–34);
- Comácio (ou Tomás [I]) (fl. 445–49);
- Bassiano (fl. 451);
- João;
- Auxêncio II;
- Palatino;
- Juliano (até c. 490), expulso;
- Teodoro III;
- Tiago ou Jacó;
- Zósimo II;
- Cosme (fl. 550).

### Rito latino
- Bartolomeu (fl. 1099–1108);
- Rodolfo (até 1135);
- Gaudino (fl. 1140);
- anônimo transferido para Tarso;
- João (de 1215);
- anônimo mencionado em 1224;
- anônimo mencionado em 1238;
- Guilherme (fl. 1246);
- Constantino (fl. 1306);
- Tiago ou Jacó;
- Pedro de Adria;
- Tomás [II] (1320);
- Estêvão (fl. 1332);
- Volcardo (1345);
- vago;
- Manoel da Silva Gomes (1911 – 1912);[6]
- Santiago Richardo Vilanova y Meléndez (1913 – 1915);[6]
- Gustave-Charles-Marie Mutel (1923 - 1926);[6]
- Joseph Gotthardt (1926 – 1963).[6]